# Leopold 3. af Anhalt-Dessau
Leopold 3. (tysk: Leopold Friedrich Franz; også kendt som Fyrst Franz og Fader Franz) (10. august 1740 – 9. august 1817) var en tysk fyrste, der fra 1751 til 1807 var fyrste og fra 1807 til 1817 den første hertug af det lille fyrstendømme Anhalt-Dessau i det centrale Tyskland. Han tilhørte Huset Askanien og var søn af fyrst Leopold 2. af Anhalt-Dessau.
Leopold var en stærk tilhænger af Oplysningstidens ideer og gennemførte adskillige reformer i sit fyrstendømme, der gjorde Anhalt-Dessau til en af de mest moderne og fremgangsrige tyske småstater.

## Biografi

### Tidlige liv
Leopold blev født den 10. august 1740 i Dessau i Anhalt. Hans far var arveprins Leopold af Anhalt-Dessau, og hans farfar var fyrst Leopold 1. af Anhalt-Dessau, der herskede over det lille fyrstendømme i det centrale Tyskland. Hans mor var Gisela Agnes af Anhalt-Köthen, datter af fyrst Leopold af Anhalt-Köthen. Han blev arveprins i 1747, da hans farfar, Leopold 1. døde, og faren Leopold 2., blev fyrste af Anhalt-Dessau.
I 1751 døde begge hans forældre (moderen den 20. april og faderen den 16. december), og den 11-årige Leopold blev fyrste af Anhalt-Dessau med sin onkel, Prins Dietrich, som regent. Som traditionen bød indenfor Huset Askanien, trådte han ind i den preussiske hær. Efter Slaget ved Kolín i 1757 fik han imidlertid så negativt et indtryk af krigens væsen, at han udtrådte af hæren og erklærede Anhalt-Dessau for neutralt.

### Regeringstid
I 1758 blev han erklæret for myndig og overtog regeringen i fyrstendømmet.
Leopold var en stærk tilhænger af Oplysningstidens ideer og gennemførte adskillige reformer i sit fyrstendømme, blandt andet indenfor uddannelse, sundhedsvæsen, socialvæsen, transport, landbrug, skovbrug og industri. Hans mange reformer gjorde Anhalt-Dessau til en af de mest moderne og fremgangsrige tyske småstater.
Leopold ansatte arkitekten Friedrich Wilhelm von Erdmannsdorff til at opføre Wörlitz Slot (1769–1773), den første nyklassicistiske bygning i Tyskland. I 1774 lod han von Erdmannsdorff opføre et lille slot med tilhørende engelsk have som en gave til sin hustru; efter hende fik slottet navnet Luisium. Han udvidede og omlagde også slotshaven ved Oranienbaum Slot til en romantisk landskabshave, den første og største af tidens haver i engelsk stil. De mange slotte og parkanlæg er i dag er opført på UNESCOs liste over Verdens kulturarv under navnet Dessau-Wörlitz kulturlandskab.
I 1806 blev han inviteret til Paris af Napoleon, der var imponeret af hans ry. Den 18. april 1807 tiltrådte han Rhinforbundet som en af de sidste tyske fyrster.
I 1807 blev fyrstendømmet Anhalt-Dessau ophøjet til hertugdømme, og Leopold 3. blev den første hertug af Anhalt-Dessau. Han modtog titlen ved at betale en betragtelig sum penge til kejseren kort før opløsningen af det Tysk-romerske rige i 1806, ligesom hans slægtning, fyrsten af Anhalt-Bernburg, havde gjort før ham.
I 1812 blev Leopold regent i Hertugdømmet Anhalt-Köthen, da Hertug Ludvig var mindreårig.
Hertug Leopold 3. døde efter et fald fra sin hest den 9. august 1817 på Luisium Slot nær Dessau. Da hans eneste barn, Arveprins Frederik, var død i 1814, blev han efterfulgt som hertug af sin sønnesøn, Leopold 4.

## Ægteskab og børn
Leopold giftede sig den 25. juli 1767 på Charlottenburg Slot ved Berlin med sin kusine Luise af Brandenburg-Schwedt (1750-1811), datter af markgreve Frederik Henrik af Brandenburg-Schwedt og Leopoldine Marie af Anhalt-Dessau. De fik to børn:
- en datter (1768-1768)
- Frederik (1769–1814) - arveprins af Anhalt-Dessau.

∞ 1792 Amalie af Hessen-Homburg (1774–1846)
Desuden havde han en række børn født udenfor ægteskab.

## Eksterne links
- Wikimedia Commons har flere filer relateret til Leopold 3. af Anhalt-Dessau

| Leopold 3.Huset AskanienFødt: 10. august 1740 Død: 9. august 1817 |                                     |                                                                     |
| Titler som regent                                                 |                                     |                                                                     |
| Foregående: Leopold 2.                                            | Fyrste af Anhalt-Dessau 1751 – 1807 | Efterfølgende: ingen (Anhalt-Dessau ophøjet til hertugdømme i 1807) |
| Foregående: ingen (Anhalt-Dessau ophøjet til hertugdømme i 1807)  | Hertug af Anhalt-Dessau 1807 – 1817 | Efterfølgende: Leopold 4.                                           |